# Here Be Dragons
Here Be Dragons är det tyska symfoniska power metal-projektet Avantasias tionde studioalbum, utgivet i februari 2025 på Napalm Records och i Japan på Avalon. Albumet gavs ut i ett flertal format med bonusmaterial, däribland en mediabook.
"Creepshow", "The Witch" och "Against the Wind" släpptes som singlar med musikvideor till de två förra och en textvideo till den senare.

## Låtlista (mediabookutgåvan)
Disc 1
1. "Creepshow" – 3:07
2. "Here Be Dragons" – 8:53
3. "The Moorland at Twilight" – 5:09
4. "The Witch" – 4:15
5. "Phantasmagoria" – 3:41
6. "Bring On the Night" – 4:08
7. "Unleash the Kraken" – 5:19
8. "Avalon" – 5:35
9. "Against the Wind" – 4:41
10. "Everybody's Here Until the End" – 5:21

Disc 2
1. "Return to the Opera" – 4:41
2. "Against the Wind" (Piano Version) – 4:24
3. "Bring On the Night" (80s Version) – 4:10
4. "Creepshow" (Extended Version) – 3:36
5. "Reach Out for the Light" (Live) – 7:35
6. "Lost In Space" (Live) – 3:50
7. "Promised Land" (Live) – 5:56
8. "Farewell" (Live) – 6:42

## Medverkande
- Tobias Sammet – sång, basgitarr, keyboard, piano, orkestrering
- Sascha Paeth – gitarr, keyboard, piano, orkestrering
- Miro Rodenberg – keyboard, orkestrering

### Gästartister
Trummor
- Felix Bohnke

Gitarr
- Arne Wiegand

Sångare
- Roy Khan (medverkar på spår 10)
- Tommy Karevik (medverkar på spår 4)
- Ronnie Atkins (medverkar på spår 5)
- Kenny Leckremo (medverkar på spår 9)
- Adrienne Cowan (medverkar på spår 8)
- Michael Kiske (medverkar på spår 3)
- Geoff Tate (medverkar på spår 2)
- Bob Catley (medverkar på spår 6)

## Produktion
- Sascha Paeth – producent, inspelningstekniker, mixning
- Tobias Sammet – producent, inspelningstekniker
- Michael Rodenberg – mastering
- Rodney Matthews – albumkonst
- Thomas Ewerhard – layout
- Kevin Nixon – foto